# Відмова від реанімації
DNR — Не реанімувати, Відмова від реанімації (Do not resuscitate), DNAR, DNACPR,  no code (немає коду) — правовий порядок, складений в письмовій чи усній формі, залежно від країни, щодо утримування від серцево-легеневої реанімації (СЛР) або розширеної підтримки серцевої діяльності відносно до побажань пацієнта в разі зупинки серця або дихання. Сигнал «немає коду» може застосовуватися у лікарнях, що практикують системи кодів для оголошення попереджень реанімаційних команд. Запит щодо впровадження процедури DNR зазвичай складається пацієнтом або може бути частиною медичної довіреності та дозволяє медичним групам, що здійснюють догляд за пацієнтами, поважати їх бажання. 
Процедура DNR не впливає на застосовування будь-яких видів лікування окрім тих, що потребують інтубації або серцево-легеневої реанімації. Пацієнти, що склали запит щодо DNR, можуть продовжувати отримувати лікування з хіміотерапією, антибіотиками, діалізом та будь-яке інше потрібне лікування з відповідними процедурами.

## Застосування в країнах світу
Процедури DNR є широко поширеними в деяких країнах та абсолютно відсутніми у інших. Як правило, у країнах, що не дозволяють оформлення документів DNR, рішення щодо припинення реанімаційних процедур проводиться виключно лікарями.

### Україна
На законодавчому рівні таке явище не введено у правове поле і є частиною етики лікарів, окрім випадків передбачених законом «про охорону здоров'я».

### Середній Схід
Процедури DNR є невизнаними в Йорданії. Лікарі впроваджують реанімаційні заходи незалежно від бажань пацієнтів або їх родин. 
В Ізраїлі можна підписати форму DNR, якщо пацієнт помирає та усвідомлює свої дії.

### Об'єднане Королівство

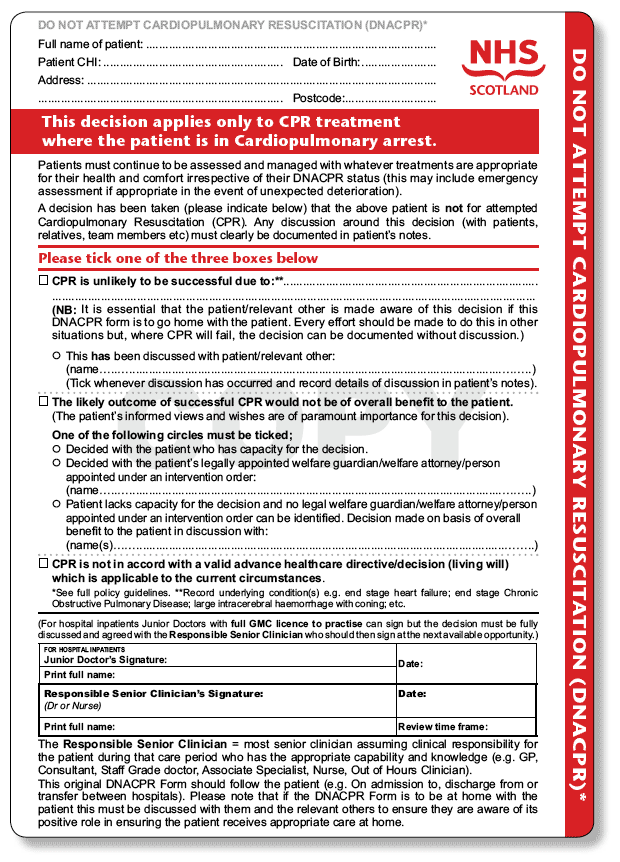
DNACPR форма, що застосовується у Шотландії

В Англії та Уельсі серцево-легенева реанімація (СЛР) передбачається в разі зупинки серця, якщо тільки пацієнт не має DNR документів. Пацієнти також мають право відмови від реанімації згідно з їх бажаннями, якщо вони були заздалегідь оформлені чинним способом. Також пацієнти та їх родичі не можуть вимагати лікування (в тому числі й СЛР) яке лікар вважає марним. У такому випадку лікар є зобов'язаний діяти в «найкращих інтересах» пацієнтів стосовно продовження або припинення їх лікування на основі свого клінічного судження. Іноді, щоб проявити повагу до родичів пацієнтів, лікар може запитати їх щодо думок з цього приводу.

### Сполучені Штати Америки
У Сполучених Штатах впровадження процедур DNR ускладнено тим, що кожний штат має різні форми DNR документів, поряд із різними наказами та неприйняттям працівниками служб швидкої медичної допомоги як дійсних юридичних паперів медичних довіреностей, «живих» заповітів та інших документів, що передбачають обмеження застосовуваних до пацієнта видів лікування за його бажанням.
У багатьох штатах США не визнають «живих» заповітів або медичних довіреностей на етапі долікарняної допомоги та персонал ШМД може бути зобов'язаним почати впровадження реанімаційних заходів, якщо відповідна конкретна форма, що існує у цьому штаті, не заповнена належним чином та не підписана лікарем.

### Канада
В Канаді застосовуються DNR процедури, що є схожими на використовувані у США. У 1995 році Канадська Медична Асоціація, Канадська Асоціація Лікарень, Канадська Асоціація Медичних Сестер та Католицька Асоціація Охорони Здоров'я разом з Канадською Асоціацією Юристів створили директиву (Спільна Заява про реанімаційні втручання) щодо визначення коли і як треба впроваджувати процеси DNR. DNR запити мають бути обговорені лікарями з пацієнтами або діючими від їх осіб агентами, або їх стосунковими партнерами. Односторонній регламент щодо DNR може бути ініційований медичним персоналом тільки у випадку знаходження пацієнта у вегетативному стані.